# Barbara J. Mills
Barbara J. Mills (* 1955) ist eine US-amerikanische Archäologin und Anthropologin. Ihr Forschungsschwerpunkt liegt vor allem in der Archäologie des nordamerikanischen Südwestens.

## Leben
Barbara Mills studierte Anthropologie an der University of Pennsylvania und erhielt dort 1976 einen Bachelor of Arts. Anschließend setzte sie ihr Studium an der University of New Mexico fort und erhielt dort 1983 einen Master of Arts in Anthropologie und Archäologie. 1989 erfolgte, ebenfalls in Anthropologie und Archäologie, dort ihre Promotion zum Ph.D. Im selben Jahr erhielt sie für ihre Dissertation den Ruth E. Kennedy Dissertation Award des Department of Anthropology der University of New Mexico.
Von 1989 bis 1991 lehrte sie als Assistant Professor an der Northern Arizona University. Danach wechselte Mills an das Department of Anthropology der University of Arizona und lehrte dort von 1991 bis 1996 als Assistant Professor, von 1996 bis 2002 als Associate Professor und seit 2002 als Professorin. Des Weiteren war sie von 1993 bis 2004 Direktorin der archäologischen Field School der Universität. In dieser Funktion leitete sie Ausgrabungen und Surveys im östlichen Zentralarizona und rief das Silver Creek Archaeological Research Project ins Leben. Am zur Universität gehörenden Arizona State Museum war sie von 2000 bis 2004 Associate Curator für Archäologie und ist dort seit 2004 Kuratorin für Archäologie. Seit 2008 ist sie Leiterin des Department of Anthropology bzw. der 2009 daraus hervorgegangenen School of Anthropology, der University of Arizona.
Mills gehört seit 1999 dem Editorial Advisory Board der bei AltaMira Press verlegten Fachzeitschrift Kiva. Journal of Southwest Archaeology and History an. Des Weiteren war sie ab 2000 Editorial Advisor der University of Arizona Anthropological Papers der University of Arizona Press sowie ab 2005 Associate Editor des Journal of Anthropological Research der University of New Mexico.
2006 erhielt sie den Gordon R. Willey Prize der archäologischen Abteilung der American Anthropological Association. 2015 erhielt sie den Award for Excellence in Archaeological Analysis der Society for American Archaeology in der Kategorie Ceramic Studies.
Mills ist Mitglied der American Anthropological Association, des Arizona Archaeological Council, der Arizona Archaeological and Historical Society, des New Mexico Archaeological Council, des Register of Professional Archaeologists, der Society for American Archaeology und des World Archaeological Congress.

## Veröffentlichungen (Auswahl)
- mit Thomas John Ferguson: Archaeological Investigations at Zuni Pueblo, 1977-1980 (= Zuni Archaeology Program Report Nr. 183). Pueblo of Zuni 1982.
- mit Christine E. Goetze, Nieves Zedeño: Across the Colorado Plateau: Anthropological Studies Along the Transwestern Pipeline Route, Volume XVI, Interpretation of Ceramic Artifacts. Maxwell Museum of Anthropology and Office of Contract Archeology, University of New Mexico, Albuquerque 1993.
- mit Patricia L. Crown (Hrsg.): Ceramic Production in the American Southwest.  University of Arizona Press, Tucson 1995.
- mit Sarah A. Herr, Scott Van Keuren (Hrsg.): Living on the Edge of the Rim. The Silver Creek Archaeological Research Project, 1993–1998 (= Arizona State Museum Archaeological Series Nr. 192). 2 Bände, University of Arizona Press, Tucson 1999, ISBN 1-889747-70-X.
- (Hrsg.): Alternative Leadership Strategies in the Prehispanic Southwest. University of Arizona Press, Tucson 2000, ISBN 0-8165-2028-3.
- (Hrsg.): Identity, Feasting, and the Archaeology of the Greater Southwest. 2004, University Press of Colorado, Boulder 2004, ISBN 0-87081-762-0.
- mit William H. Walker (Hrsg.): Memory Work. Archaeologies of Material Practice. School for Advanced Research Press, Santa Fe 2008, ISBN 978-1-930618-88-6.
- mit Wendy Ashmore, Dorothy T. Lippert (Hrsg.): Voices in American Archaeology. Society for American Archaeology Press, Washington, DC 2010, ISBN 978-0-932839-39-8.